# Cesta v Mestni log, Ljubljana
Cesta v Mestni log je ena izmed najstarejših cest v Ljubljani.

## Zgodovina
Leta 1840 je prvič zabeleženo uradno ime ceste kot Stadtwald Gasse.
Leta 1848, v času velikega poslovenjenja imen cest in ulic, so cesto poimenovali kot Loška cesta.
V drugi polovici 19. stoletja (v seznamih hišnih posestnikov iz let 1853, 1860 in 1869) je bila cesta označena že kot Cesta v Mestni log oz. Stadtwald-Strasse.
Leta 1939 so cesto še podaljšali, in sicer proti Spodnjemu logu.

## Urbanizem
Cesta poteka od križišča s Cesto dveh cesarjev do križišča z Barjansko cesto.
Na cesto se (od vzhoda proti zahodu) povezujejo: Zelena pot, V Murglah, Pod topoli, Soška, Vipavska, Mokrška, Krimska, Pod bukvami, Pod kostanji, Pod akacijami, Koprska in Tbilisijska ulica.
Od ceste izhaja tudi več krakov, ki se večinoma slepo končajo; en poteka proti severu in se povezuje na Gerbičevo ulico.
Ob cesti se nahajajo: 
- Osnovna šola Kolezija,
- Biotehniški izobraževalni center Ljubljana,
- Veterinarska fakulteta v Ljubljani,
- Murgle center ...

## Javni potniški promet
Po delu Ceste v Mestni log potekata trasi mestnih avtobusnih linij št. 1 in 1B. Na odseku so tri postajališča.

### Postajališča MPP
| postajališče       | št. linije |
| ------------------ | ---------- |
| 603032 Krimska     | 1, 1B, 1D  |
| 603044 Koprska     | 1, 1B, 1D  |
| 604052 Tbilisijska | 1, 1B, 1D  |

| postajališče       | št. linije |
| ------------------ | ---------- |
| 604051 Tbilisijska | 1, 1B, 1D  |
| 603041 Koprska     | 1, 1B, 1D  |
| 603031 Krimska     | 1, 1B, 1D  |